# Hawaii Rainbow Warriors

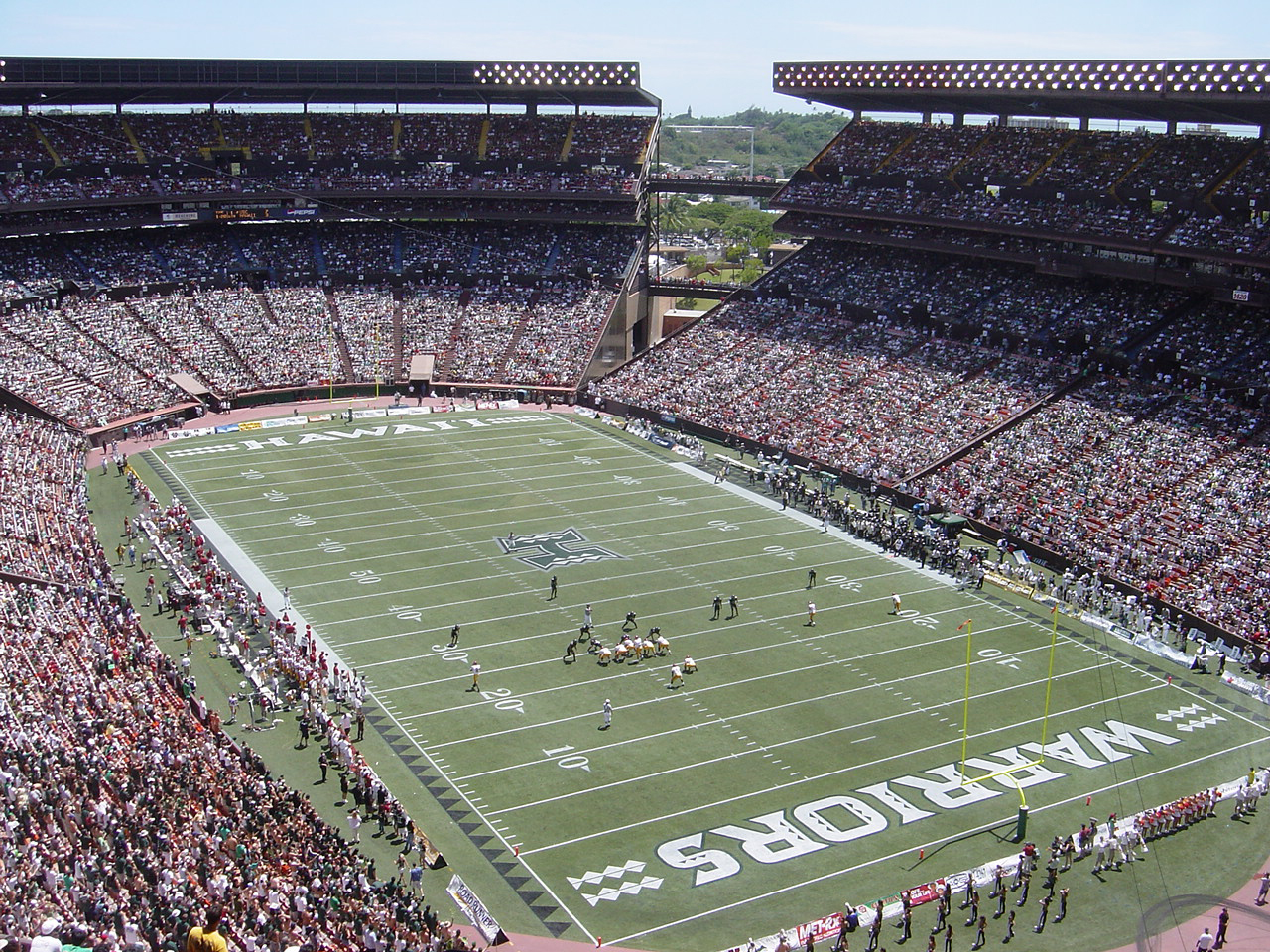
Aloha Stadium.

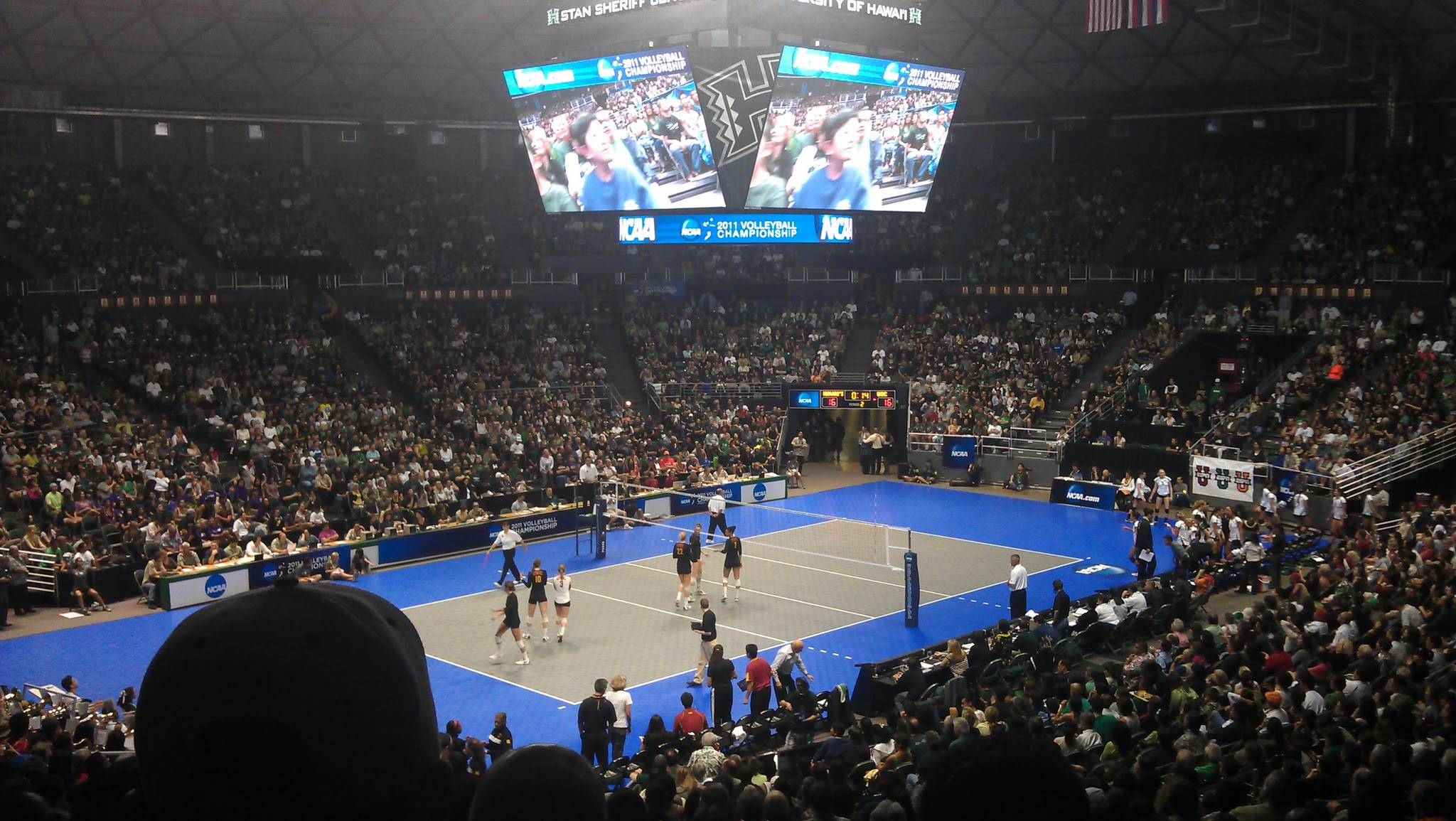
Stan Sheriff Center.

Hawaii Rainbow Warriors (español: Guerreros Arco iris de Hawái) es el equipo deportivo de la Universidad de Hawái en Mānoa, un barrio residencial de Honolulú, en el Estado de Hawái. Los equipos de los Rainbow Warriors participan en las competiciones universitarias de la NCAA, y forman parte de la Big West Conference. El equipo de fútbol americano juega en la Mountain West Conference.

## El apodo
Los equipos masculinos de la Universidad de Hawái eran antiguamente conocidos como los Rainbow warriors, pero, en respuesta a las demandas del equipo de fútbol americano, los responsables del programa deportivo decidieron en el año 2000 que cada sección llevara el nombre que quisiera. Así, ahora mismo hay equipos que se denominan Warriors a secas, otros Rainbows, e incluso el equipo de voleibol decidió llamarse Men of war (hombres de guerra), algo que resultó tremendamente impopular, pasando a denominarse también Warriors.
En cuanto a los equipos femeninos, estos se denominan Rainbow Wahine, normalmente abreviado a Rainbows o Bows.

## Programa deportivo
Los Rainbow Warriors y las Rainbow Wahine compiten con 7 equipos masculinos y 12 femeninos en los torneos organizados por la NCAA. Son los siguientes:
| - Masculinos - Béisbol - Baloncesto - Natación y Saltos de trampolín - Fútbol americano - Tenis - Golf - Voleibol | - Femeninos - Baloncesto - Softball - Fútbol - Waterpolo - Natación y Saltos de trampolín - Atletismo - Voleibol cubierta - Voleibol de playa - Tenis - Vela - Golf - Cross |

### Fútbol americano
El equipo se creó en 1909, y en 1979 se unió a la Western Athletic Conference. Ha sido 2 veces campeón de conferencia, en ambos casos compartido, y ha jugado en 7 ocasiones partidos bowl, 6 de ellas en las islas, con 5 victorias y dos derrotas.

### Baloncesto
7 jugadores de Hawái han jugado en la NBA, de entre los que destacan Anthony Carter y Tom Henderson.
También destacó en el equipo universitario del estado el canadiense Carl English.